# Östra Ricktjärnen
Östra Ricktjärnen är en sjö i Ludvika kommun i Dalarna och ingår i Norrströms huvudavrinningsområde.